# 巴东紫堇
巴东紫堇（学名：Corydalis hemsleyana）为罂粟科紫堇属下的一个种。

## 扩展阅读
維基物種上的相關：巴东紫堇